# Kij (mitologia)
Kij lub Kwij (łac. Quia) – domniemany polski bóg lub postać związana kowalstwem, wymieniona tylko w jednym źródle, w Postylli Koźmieńczyka. Do tej pory interpretacji tej postaci podjął się tylko Leszek Kolankiewicz444-445. 

Należałoby zwrócić uwagę na tych, którzy dzisiaj mówią rzeczy bezbożne w tańcach lub gdzie indziej na widowiskach, rozważają w sercu rzeczy nieczyste, wykrzykują i wymieniają imiona bożków, i zastanowić się, czy jest możliwe nawrócenie do Boga Ojca. Na pewno nie. Albowiem nie wolno dopuszczać do uszu swobodnie tych świąt, które niestety obchodzą wedle tego, co pozostało z obrządków przeklętych pogan, jakimi byli nasi przodkowie, chyba że dla ukarania, tak jak niegdyś podniósł się krzyk mieszkańców Sodomy i Gomory. Albowiem na tym święcie swobodnie stawały się nieprzyzwoite obnażenia i inne obrzydliwości, o których Apostoł powiada, że nie godzi się ich nawet nazywać z powodu Boga Ojca. Takich rzeczy jednak, dzięki temu, że przybyło kaznodziejów, zaprzestaje się, a w wielu miejscach już się zaprzestało […] Nie ma innego imienia pod niebem, w którym możemy zostać zbawieni. Albowiem nie zbawia się człowiek w imię Łado, Jassa, !Quia, Nija, tylko w imię Jezusa Chrystusa […] Nie Łada, nie Jassa, nie Nija, które są skądinąd imionami bożków tu w Polsce czczonych, jak zaświadczają niektóre kroniki samych Polaków…417

## Etymologia
Ogólnosłowiański rzeczownik *kyjь („kij”) pochodzi od słowa *kovati („kuć/kować”) oznaczającego pierwotnie „bić”, stąd kije oznacza „bicie”. Rzeczownik ten dawniej oznaczał nie tylko „pałka, drąg”, ale także „młot” (por. cs. кꙑи/kyi „młot”, serb-chorw. kij „młot” (XV w.), lit. kūjis „młot”). Ze słowa *kovati wywodzą się takie słowa jak kijanka „narzędzie do prania (bicia) bielizny i obijania lnu”, kuźnia, kowadło, okowy, podkowa, kowal. Słownik staropolskich nazw osobowych od XIII wieku odnotowuje nazwisko Kij, od XIV wieku Kijan, Kijanowic, Kijanowski, Kijko, od XV wieku Kijski, Kijowski, Kijański, Kije, Kijk, Kijec, Kijec(s)ki. Imię Kij oznaczało „tego, który bije, kuje” (lit. káuti „bić, kuć”, st.-wys.-niem. houwan „uderzać”, celtyckie cuad „bić”)444-445.

## Interpretacja
Z powodu posiadania jednego tylko źródła wymieniającego tę postać oraz brak informacji o niej w tym źródle, możliwości interpretacji są ograniczone. Kija mogłoby być obocznością Nyi, lecz przeciwko temu przemawia fakt, że w pierwszym wyliczeniu Kija i Nija występują razem. Kij wymieniony przez Koźmieńczyka może być w jakiś sposób powiązany z legendarnym Kijem – władcą Polan wschodnich i założycielem Kijowa, wspomnianym w Powieści minionych lat (Długosz widzi w założycielu Kijowa „jednego polskiego księcia pogańskiego”), a także z innymi postaciami o podobnych imionach, dawcami imion dla miejsc o podobnej nazwie do Kijowa, w tym hipotetycznie Kujaw444-445.
Imię kojarzy się z pewnym archaicznym kompleksem mitologicznym, którego uosobieniem w mitologii irańskiej jest Kawe (od pie. *kou̯ „kopać, kować”) znany także jako Kobe. Z przekazu z X w. p.n.e. Kawe był kowalem-bohaterem, który zabił trójgłowego smoka (Aži Dahaka) i założył dynastię Kajów, gdzie tytułem królów z tej dynastii było Kej lub Kaj. Podobnie jak Kawe, przed założeniem Kijowa smoka zabija Kij. Podobny motyw zachował się w małopolskiej (gdzie od kilkuset lat istniała metalurgia) legendzie o Kraku z XIII wieku, który według jednej z wersji również zabija smoka. Kij mógłby być więc mitycznym kowalem, pogromcą smoka444-445.